# Rugby nos Jogos Olímpicos de Verão de 1900
A primeira aparição do rugby em olimpíadas foi  nos Jogos Olímpicos de Verão de 1900 em Paris. Com partidas em 14 e 28 de outubro, 47 atletas de três país intervieram no torneio.

## Masculino
| Ouro | Prata | Prata | Bronze |
| França (FRA) Wladimir Aïtoff A. Albert Léon Binoche Jean Collas Jean-Guy Gauthier Auguste Giroux Charles Gondouin Constantin Henriquez de Zubiera J. Hervé Victor Larchandet Hubert Lefèbvre Joseph Olivier Alexandre Pharamond Frantz Reichel André Rischmann Albert Roosevelt Emile Serrade | Alemanha (GER) Albert Amrhein Hugo Betting Jacob Hermann Willy Hofmeister Hermann Kreuzer Arnold Landvoigt Hans Latsche Erich Ludwig Richard Ludwig Fritz Müller Eduard Poppe Heinrich Reitz August Schmierer Adolf Stockhausen Georg Wenderoth | Grã-Bretanha (GBR) F. C. Baylis J. Henry Birtles James Cantion Arthur Darby Clement Deykin L. Hood M. L. Logan H. A. Loveitt Herbert Nicol V. Smith M. W. Talbott J. G. Wallis Claude Whittindale Raymond Whittindale Francis Wilson | nenhum |

## Resultados

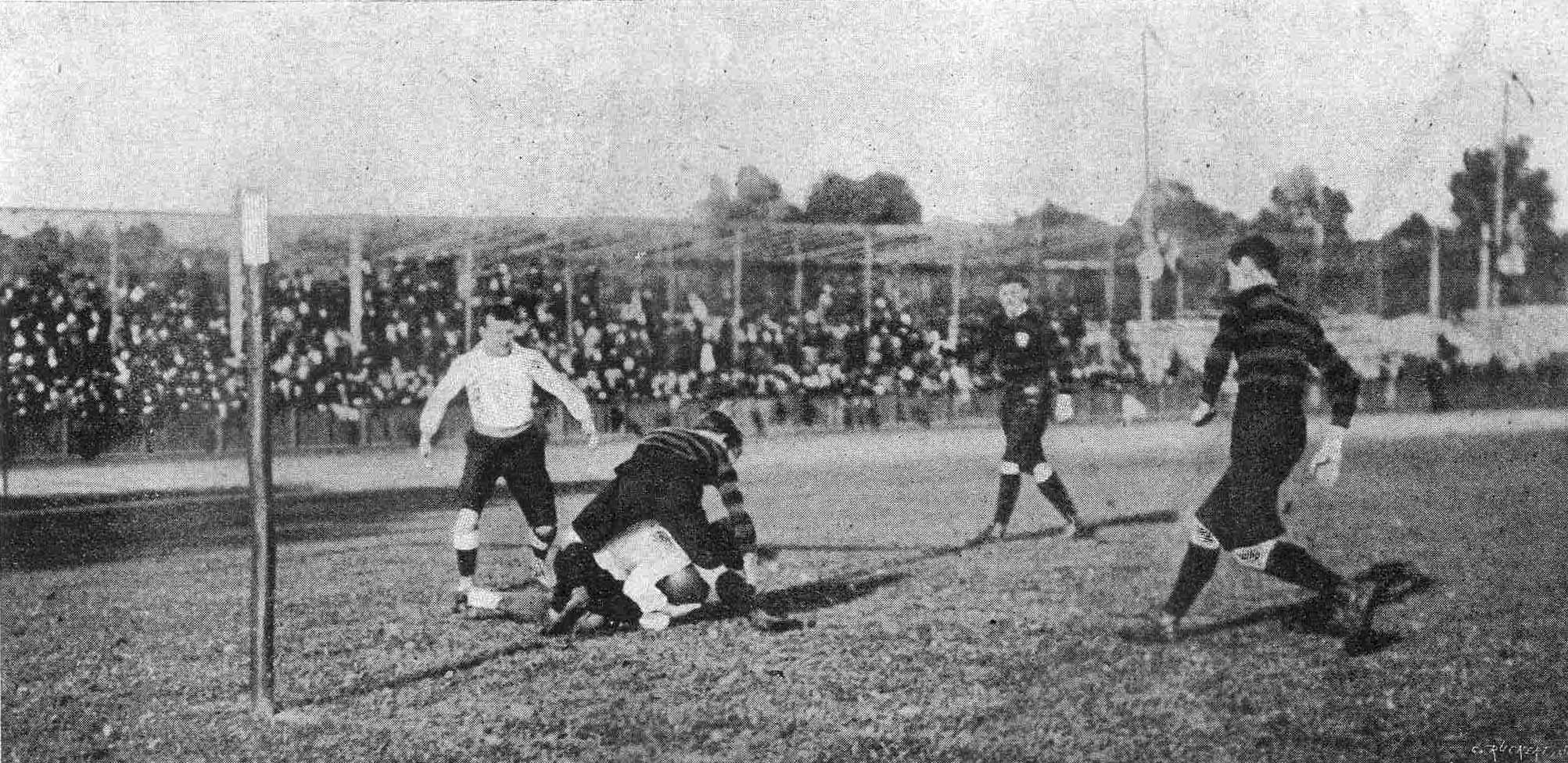
Partida entre França e Alemanha.

França, Alemanha e Reino Unido participaram da estréia do rugby como modalidade olímpica. Com dois jogos disputados, a França enfrentou Alemanha e Reino Unido e venceu os dois confrontos. Os franceses ficaram com a medalha de ouro e alemães e britânicos dividiram a prata já que não houve um confronto entre ambos.
Jogo 1
| Jogo | Data          | Vencedor | Placar | Perdedor |
| ---- | ------------- | -------- | ------ | -------- |
| 1    | 14 de outubro | França   | 27-17  | Alemanha |

Jogo 2
| Jogo | Data          | Vencedor | Placar | Perdedor     |
| ---- | ------------- | -------- | ------ | ------------ |
| 2    | 28 de outubro | França   | 27-8   | Grã-Bretanha |